# Heterocerus drechseli
Heterocerus drechseli – gatunek chrząszcza z rodziny różnorożkowatych i podrodziny Heterocerinae.

## Taksonomia
Gatunek ten został opisany w 2002 roku przez Stanislava Skalickiego. Nazwę gatunkową nadano na cześć Ulfa Drechsela, który odłowił okazy z serii typowej.

## Opis
Samce osiągają od 4,4 do 4,9 mm, a samice od 4,1 do 5,2 mm długości ciała. Ciało brązowe. Głowa brązowa do czarnej, drobno punktowana. Nadustek z czarną kropką pośrodku i gęstymi, krótkimi, jasnymi szczecinkami. Żuwaczki ząbkowane, ostro zakończone i opatrzone grzbietowym wyrostkiem płata zębonego. Prostheca z ząbkami od płata zębnego. Czułki 11-członowe, zwieńczone 7-członową buławką. Dwa pierwsze człony czułków z czarną kropką w części dystalnej. Przedplecze szersze niż długie i nieco szersze od podstawy pokryw. Podstawa przedplecza obrzeżona tylko pośrodku. Szczecinki na nim żółtawe, krótkie i położone, stające się coraz dłuższymi i postawionymi ku bokom. Tarczka spiczasta, trójkątna. Pokrywy gęsto i grubo granulowane, opatrzone wgłębieniami barkowymi i przytarczkowymi, pozbawione żeberek, oszczecinione podobnie do przedplecza. Na pokrywach i przedpleczu niewyraźny, ciemniejszy wzór. Odnóża jasnobrązowe z ciemniejszym brzegiem bocznym goleni. Golenie przednie z 10, środkowe z 9, a tylne z 8 długimi, cienkimi kolcami. Brzuszna strona ciała rzadko i drobno granulowana. Zapiersie z żeberkiem za środkowymi biodrami. Spiculum gastrale V-kształtne, o ramionach na wierzchołkach połączonych błonką. Edeagus wydłużony, 1 mm długi, dobrze zesklerotyzowany, pozbawiony processus accessorius. Paramery przykerwające wierzchołek edeagusa i połączone z fallobazą błonką.

## Rozprzestrzenienie
Gatunek znany wyłącznie z Mistolar i Agropil w paragwajskim departamencie Boquerón.